# Shrewsbury–Chester-vasútvonal
A Shrewsbury–Chester-vasútvonal vagy más néven Severn–Dee-vasútvonal (Shrewsbury és Chester folyói után) egy normál nyomtávolságú, kétvágányú vasútvonal Angliában, amely 1846-ban épült. Építője egy bizonyos Mr Robertson volt Thomas Brassey, William Mackenzie és Robert Stephenson megbízásából.

## Története
A London Paddington pályaudvart Birkenhead Woodside-val összekötő Great Western Railway vasúttársaság által üzemeltetett fővonal volt. Államosítása után a British Rail által felügyelt nyugati vasúti régióhoz tartozott, majd a londoni központi régióhoz. Shrewsburyt köti össze Chesterrel. A két végállomáson kívül mindössze Gobowen tartozik Angliához, a többi település walesi.

## Szolgáltatások
A személyszállítást három vasúttársaság végzi: Arriva Trains Wales, Virgin Trains és Wrexham & Shropshire.
A vonal Chesterben csatlakozik az Észak-walesi vasútvonalhoz, a Chester–Manchester vasútvonalhoz, a Közép-Cheshire vasútvonalhoz valamint a Wirral vasútvonalhoz.
Shrewsburyben csatlakozik a walesi határvidék vasútvonalhoz, a cambriai vasútvonalhoz, a Wales Szíve vasútvonalhoz, valamint a Wolverhampton–Shrewsbury vasútvonalhoz.

## Állomások
- Shrewsbury
- Wrexham
- Ruabon
- Chirk
- Gobowen
- Chester